# Stranka rada (Nizozemska)
Stranka rada (Partij van de Arbeid ili PvdA) je nizozemska politička stranka socijaldemokratske orijentacije. Vođa stranke je od 2021. godine Lilianne Ploumen dok strankom predsjedava, također od 2021., Esther-Mirjam Sent.
Stranka je osnovana 9. veljače 1948. godine te je od osnivanja zastupljena u Prvom i Drugom domu nizozemskog parlamenta. Od 1948. do 2017. sudjelovala je u trinaest vlada. Willem Drees, Joop den Uyl i Wim Kok predsjednici su nizozemskih vlada iz redova Stranke rada.
Na izborima 2021. godine stranka je osvojila 9 od ukupno 150 zastupničkih mandata. U sazivu Europskog parlamenta od 2009. godine stranka ima šest zastupnika.
Na međunarodnom planu stranka je 1990. godine utemeljila Zakladu Alfred Mozer (AMS) kojom podupire sestrinske stranke u Srednjoj i Istočnoj Europi. Navedena se zaklada ujedinila 2013. sa Zakladom Evert Vermeer čime je nastala Zaklada Max van der Stoel (FMS).

## Vanjske poveznice
- Internetska stranica PvdA
- Internetska stranica zastupnika PvdA u Europskom parlamentu